# 森部英生
森部 英生（もりべ ひでお、1942年8月 - ）は、日本の教育学者。専門は教育学。学位は博士（教育学）（東京大学・2005年）。群馬大学名誉教授。元群馬大学教育学部長。2007年に定年退官後、東京福祉大学教授を経て、2009年から高崎健康福祉大学教授。

## 来歴・人物
- 1942年　大阪府生まれ
- 1965年　東京教育大学教育学部（教育学専攻）卒業
- 1971年　東京教育大学文学部（法律政治学専攻）卒業
- 1976年　東京大学大学院教育学研究科（社会教育学専攻）博士課程単位取得満期退学

群馬大学教育学部で講師・助教授・教授を歴任し、教育裁判・判例の検討、教育裁判、教育法、教育紛争、教育学、基礎法学についての講義を開講。

## 著書・論文

### 著書
- 教育法規の重要判例（教育開発研究所、1985年 ）
- 入門教育学十五講（川島書店、1987年）
- 教育委員会と学校の間（ぎょうせい、1990年 ）など

## 所属学会
- 日本教育学会
- 日本教育法学会
- 日本教育行政学会
- 日本社会教育学会